# Paenibacillus odorifer
Paenibacillus odorifer von lateinisch odor (Geruch) und fer (Träger) zählt zu den psychrotrophen Gram-positiven Bakterien. Es ist beweglich und bildet Stäbchen aus, die einzeln oder in kurzen Ketten vorliegen. Diese bilden ovale Sporen, die terminal liegen und das Sporangium aufquellen lassen. Auf Nährmedium sind die Kolonien cremefarben und bilden ein fruchtiges Aroma aus. Paenibacillus odorifer ist fakultativ anaerob mit einer Wachstumstemperatur zwischen 5 und 35 °C. Es wurde aus dem Wurzelwerk von Weizen und pasteurisierten und gekühlten Lauch- und Zucchini-Pürees isoliert. Es lässt sich häufig aus pasteurisierter Milch isolieren, wo es unter Kühlung wächst und zum Verderb führen kann.